# Nickelodeon (Stati Uniti d'America)
Nickelodeon (abbreviato in Nick, precedentemente conosciuto come Pinwheel) è un'emittente televisiva statunitense ed internazionale di proprietà dell'azienda Paramount Media Networks, sussidiaria del gruppo Paramount Skydance Corporation.
Nickelodeon trasmette una programmazione dedicata ai bambini e ai ragazzi costituita da cartoni animati e serie tv in live action, dei quali molti sono produzioni originali di grande successo, come: SpongeBob, CatDog, Teenage Mutant Ninja Turtles - Tartarughe Ninja, A casa dei Loud, I Rugrats, Danny Phantom, Hey, Arnold!, Avatar - La leggenda di Aang, La leggenda di Korra, The Ren & Stimpy Show, Invader Zim, La vita moderna di Rocko, Aaahh!!! Real Monsters, La famiglia della giungla, Catastrofici castori, Doug, Rocket Power - E la sfida continua..., Le avventure di Jimmy Neutron, Teenage Robot, Kamp Koral: SpongeBob al campo estivo, Lo show di Patrick Stella, Due fantagenitori, Catscratch, Monster High, All That, The Amanda Show, Drake & Josh, iCarly, Victorious, Sam & Cat, Big Time Rush, Henry Danger, Danger Force, Lay Lay - Un'amica magica, Tyler Perry's Young Dylan, Game Shakers, I Thunderman, Ned - Scuola di sopravvivenza, True Jackson, VP, Bella e i bulldogs e Zoey 101.
Nickelodeon è il canale principale di un gruppo che contiene altri 4 canali spin-off: uno dedicato ai bambini in età prescolare chiamato Nick Jr., uno dedicato ai cartoni classici chiamato NickRewind, uno dedicato agli adolescenti chiamato TeenNick e uno che si occupa di trasmettere repliche di cartoni di nome Nicktoons.
Oltre alla programmazione televisiva, Nickelodeon gestisce anche un sito web dove i bambini possono giocare a giochi interattivi, guardare video e trovare altre attività divertenti.

## Storia
La storia dell’emittente comincia il 1º dicembre 1977, quando la Warner Cable Communications lancia il primo sistema di cablaggio interattivo a due vie, QUBE, a Columbus, Ohio. Nickelodeon è stato però ufficialmente lanciato il 1º aprile 1979 e inizialmente distribuito a sistemi Warner Cable via satellite, sulla RCA Satcom-1 transponder.

### 1977–1979: Il pre-lancio conPinwheel
Nickelodeon è stato concettualizzato dalla dottoressa Vivian Horner, educatrice e direttrice della PBS e della serie The Electric Company. Ha creato la prima serie di Nickelodeon Pinwheel. La Girandola è lo spettacolo che ha debuttato il 1º dicembre 1977 come parte di QUBE, uno spazio televisivo via cavo del sistema che è stato lanciato a Columbus, Ohio da Warner Cable Corp. Uno dei dieci canali "community" offerti agli abbonati QUBE era C-3, che trasmetteva esclusivamente Pinwheel, ogni giorno dalle 7:00 alle 21:00 (Eastern Time) . Pinwheel ebbe un successo tale da permettere alla Horner di espandere la sua idea in un canale completo sulla televisione nazionale più di un anno dopo.
Nickelodeon era originariamente visto come una compagnia in perdita per la allora società madre Warner Cable. Secondo la società, avere un canale per bambini senza pubblicità si sarebbe rivelato utile per il franchising dei suoi sistemi via cavo in tutto il paese, e tale vantaggio li avrebbe fatti diventare rivali di società come la HBO.

### 1979–1984: Il lancio nazionale di Nickelodeon
Il logo originale Nickelodeon del 1979 fu disegnato dal consulente creativo Joseph Iozzi. Carattere di Lubalin, Smith, Carnase, Inc.
Inizialmente, il lancio era previsto per febbraio 1979, ma partì ufficialmente in tutto il paese il 1º Aprile (come la prima rete per bambini in assoluto) sui franchise della Warner Cable. La programmazione iniziale su Nickelodeon includeva Pinwheel, Video Comic Book, America Goes Bananaz, Nickel Flicks e By the Way, tutti originari degli studi QUBE a Columbus. Per i suoi primi anni, Pinwheel è stata la serie di punta della rete ed è stata trasmessa da tre a cinque ore al giorno in un formato a blocchi.
Vivian Horner ha chiesto ai suoi colleghi di aiutare a trovare un elenco di possibili nomi per la rete. Sandy Kavanaugh (il produttore di Pinwheel ) ha proposto "Nickelodeon", anche se non ne era completamente soddisfatta. Nel 2013, ha dichiarato: "Non ero entusiasta di Nickelodeon. Il suono era stravagante, però aveva una cadenza divertente". Il primo logo del canale e il nome originale della campagna pubblicitaria sono stati creati dal direttore creativo/designer di New York, Joseph Iozzi.
Il primo modello mai utilizzato in una pubblicità Nickelodeon è stato il figlio del designer, Joseph Iozzi II.
L'intento di Iozzi era quello di sostituire la grafica dell'illustrazione al tratto dell'uomo che scruta Nickelodeon con un'illustrazione d'epoca di un ragazzo in sneakers, berretto piatto britannico, grandi bretelle, in punta di piedi su un elegante gradino di ferro che guarda il carattere Nickelodeon. Il tempo disponibile e la nuova gestione, però, non hanno mai permesso una riprogettazione pianificata.
Nickelodeon ha rapidamente ampliato la sua portata di pubblico, prima con altri sistemi Warner Cable in tutto il paese e infine con altri fornitori di servizi via cavo. Fu distribuito via satellite su RCA Satcom-1, che andò in onda una settimana prima il 26 marzo - originariamente trasmesso su uno spazio transponder acquistato da Jim e Tammy Faye Bakker. Nonostante i suoi inizi come parte del sistema QUBE, Nickelodeon indica il 1979 come l'anno del lancio ufficiale del canale.
Il logo originale di Nickelodeon esibiva un uomo che osservava una macchina Nickelodeon che era stata inserita nella "N" nel marchio. Poiché Nickelodeon operava inizialmente come un servizio senza pubblicità, la rete gestiva Interstitial tra i programmi, costituiti da un mimo, interpretato dall'attore/mimo caratterista Jonathan Schwartz, che esibiva trucchi su uno sfondo nero. Al momento del suo lancio, la programmazione di Nickelodeon andava in onda per quindici ore nei giorni feriali dalle 8:00 alle 23:00 e per sedici ore nei fine settimana dalle 8:00 a mezzanotte sul fuso orientale e del Pacifico. La rete via cavo premium Star Channel (che in seguito è stato rilanciato come The Movie Channel nel novembre 1979) avrebbe preso il controllo dello spazio orario del canale dopo la fine delle trasmissioni giornaliere su Nickelodeon.
Il 14 settembre di quell'anno, American Express raggiunse un accordo con Warner Communications per acquistare il 50% di Warner Cable Corporation per 175 milioni di dollari in contanti e titoli a breve termine. Attraverso la costituzione della joint venture, che è stata costituita nel dicembre 1979, Star Channel e Nickelodeon sono stati incorporati in Warner-Amex Satellite Entertainment (in seguito Warner-Amex Cable Communications), una società che ha gestito le operazioni dei canali via cavo del gruppo (Warner Cable è stato inserito in un'unità separata di proprietà comune, la Warner Cable Corporation).
Dei nuovi spettacoli furono aggiunti alla fascia oraria di Nickelodeon nel 1980, come Dusty's Treehouse, First Row Features, Special Delivery, What Will Think Of Next? e Livewire.
Nel 1981, Nickelodeon ha introdotto un nuovo logo, costituito da una palla da discoteca sovrapposta al testo multicolore "Nickelodeon". Verso la fine dell'anno, la serie di commedia canadese You Can't Do That in Television fece il suo debutto americano su Nickelodeon, diventando la sua prima serie di successo. Lo slime verde originariamente presente in quel programma fu successivamente adottato da Nickelodeon come caratteristica principale di molti dei suoi spettacoli, incluso il game show Double Dare. Altri spettacoli che facevano parte della programmazione regolare di Nickelodeon durante i suoi primi anni includevano The Third Eye, Standby... Lights! Camera! Action! e Mr. Wizard's World.
Il 12 aprile 1981, Nickelodeon ha ridotto la sua programmazione giornaliera a tredici ore al giorno, in onda dalle 8:00 alle 21:00 nell'orario orientale e del Pacifico, sette giorni su sette. Il canale del cinema era diventato un canale separato di 24 ore e Nickelodeon aveva iniziato a cedere la sua fascia oraria delle sue ore di riposo all'Alpha Repertory Television Service (ARTS) - una rete focalizzata sulle belle arti, di proprietà della Hearst Corporation e la joint venture ABC Hearst / ABC Video Services; ARTS è diventata Arts & Entertainment Network (A&E) nel 1984, dopo che ARTS si è fusa con il servizio via cavo della NBC The Entertainment Channel. In quel periodo, la Warner-Amex Satellite Entertainment iniziò a cedere le sue attività e scorporò Nickelodeon insieme ad altri due canali, le reti musicali MTV e la (attualmente non più esistente) Radio Television Station (RTS) nella società controllata di recente formazione MTV Networks. Al fine di aumentare le entrate, Nickelodeon iniziò ad accettare la sottoscrizione aziendale (un metodo comune nella televisione pubblica) per la sua programmazione.

### 1984–1996: L'era Laybourne
Il quarto logo è il logo più popolare, utilizzato per quasi 25 anni dall'ottobre 1984 al 27 settembre 2009, tipicamente accompagnato da vari sfondi sagomati. Il carattere del logo del 1984 si chiama Balloon. Nickelodeon all'inizio faticò, operando con una perdita di 10 milioni di dollari nel 1984. La rete non aveva programmi di successo (gli spettacoli sulla rete che non riuscirono a guadagnare attrazione durante i suoi primi anni includevano Against the Odds e Going Great); infatti ad un certo punto è finita ultima tra tutti i canali via cavo degli Stati Uniti. Dopo aver licenziato il suo staff dirigenziale, il presidente di MTV Networks, Bob Pittman, si è rivolto a Fred Seibert e Alan Goodman, creatori dei bumper iconici di MTV alcuni anni prima, per rinvigorire Nickelodeon, portandola a quella che molti credono essere "l'età d'oro" del canale.
La società di Seibert e Goodman, Fred/Alan Inc., ha collaborato con Tom Corey e Scott Nash, della società pubblicitaria Corey McPherson Nash, per rinominare la rete. Il logo "flipper" è stato sostituito con uno nuovo caratterizzato da vari sfondi arancioni (in particolare una grafica a forma di macchia) con il nome "Nickelodeon" sovrapposto nel carattere tipografico Balloon. Questo sarebbe stato utilizzato in centinaia di diverse variazioni nei successivi 24 anni e 11 mesi. Fred/Alan Inc. ha persino arruolato animatori, scrittori, produttori e la band musicale di doo-wop The Jive Five (meglio conosciuta per il loro 1961 hit " My True Story ") per creare nuovi bumpers per il canale. Il rebranding è entrato in uso nell'ottobre 1984, ed entro sei mesi, Nickelodeon sarebbe diventato il canale dominante nella programmazione per bambini, rimanendo tale per 26 anni, anche nel bel mezzo della crescente concorrenza negli anni più recenti da altri canali via cavo orientati ai bambini come Disney Channel e Cartoon Network. Ha anche iniziato a promuoversi come "The First Kids' Network", grazie al suo status di prima rete televisiva americana rivolta ai bambini. Insieme al restyling, Nickelodeon ha iniziato ad accettare la pubblicità tradizionale.
Nell'estate del 1984, A&E annunciò che sarebbe diventato un canale separato di 24 ore su 24 a partire dal gennaio 1985. Dopo che A&E smise di condividere il suo spazio sul canale, Nickelodeon trasmise dei promo per i programmi mattutini durante la notte, poi divenne un canale 24 ore su 24 a giugno, sebbene alcuni canali fornissero programmi da un servizio televisivo via cavo di nicchia che non aveva spazio per la messa in onda del sistema su tale fascia oraria, con BET tra le scelte più popolari. Pittman ha incaricato il direttore generale Geraldine Laybourne di sviluppare la programmazione per la tarda serata e la fascia oraria notturna; per aiutare con le idee, Laybourne ha arruolato Seibert e Goodman, che hanno concepito l'idea di un classico contenitore televisivo basato sul format radiofonico degli "oldies" Greatest Hits of All Time dopo essere stato presentato con oltre 200 episodi di The Donna Reed Show. Il 1º luglio 1985, Nickelodeon lanciò il nuovo contenitore notturno, Nick at Nite, tra le 20:00 e le 7:00 del fuso orario orientale e del Pacifico. Nello stesso anno, American Express ha venduto la sua partecipazione in Warner-Amex a Warner Communications, che nel 1986 ha trasformato MTV Networks in una società privata, e ha venduto MTV, RTS, Nickelodeon e il nuovo canale musicale VH1 a Viacom per 685 milioni di dollari, ponendo fine all'avventura della Warner nella televisione per bambini fino all'acquisizione di Cartoon Network nel 1996. Nel 1988, la rete mandò in onda le premiazioni di Nickelodeon Kids' Choice Awards (precedentemente noti come The Big Ballot), una trasmissione televisiva sulla scia del People's Choice Awards in cui gli spettatori selezionano i loro programmi preferiti di televisione, cinema e sport. Ha anche introdotto un contenitore di programmi educativi chiamato Nick Jr., che è iniziato mandando in onda le repliche di Pinwheel e altri spettacoli in età prescolare.
Il 7 giugno 1990, Nickelodeon ha aperto i Nickelodeon Studios, una struttura/attrazione di produzione televisiva ibrida presso gli Universal Studios Florida di Orlando, dove sono state girate molte delle sue sitcom e dei game show televisivi. Ha inoltre stipulato un accordo di marketing congiunto multimilionario con Pizza Hut, che ha fornito gratuitamente una nuova pubblicazione dedicata ai bambini Nickelodeon Magazine presso i ristoranti che collaboravano alla catena.
Sebbene Nickelodeon avesse trasmesso cartoni prodotti esternamente dal suo lancio nel 1977, la rete non ha trasmesso serie animate originali fino all'inizio degli anni '90. L'11 agosto 1991, Nickelodeon ha debuttato il marchio Nicktoons con tre serie animate originali: Doug, Rugrats e Ren & Stimpy. Lo sviluppo di questi programmi fu un'inversione delle precedenti preoccupazioni della rete, poiché Nickelodeon aveva precedentemente rifiutato di produrre serie animate settimanali a causa degli alti costi di produzione. Le tre serie hanno avuto successo nel 1992, con Ren e Stimpy; questo di tanto in tanto, è diventato il programma televisivo via cavo più popolare. Ciò ha portato alla creazione del quarto Nicktoon della rete, Rocko's Modern Life, diventato anch'esso un successo. In precedenza, Nickelodeon ha collaborato con Sony Wonder per pubblicare delle compilation di episodi dei programmi su tale rete, i quali sono diventati i più venduti. Nickelodeon ha trasferito il suo ruolo di distribuzione alla Paramount Home Entertainment nel 1994, con la Paramount che ha ripubblicato le compilation di episodi dei Nicktoons della rete su VHS. Doug e The Ren & Stimpy Show hanno entrambi terminato la produzione rispettivamente nel 1994 e 1995; tuttavia, Doug sarebbe stato ripreso nel 1996 come parte della programmazione del sabato mattina sulla ABC. Rugrats, d'altra parte, tornò dalla pausa il 9 maggio 1997 (le repliche continuarono ad andare in onda fino a quel punto), e divenne un altro dei programmi più apprezzati di tale canale in quel momento.
Il 15 agosto 1992, la rete ha esteso la sua programmazione del sabato di due ore, con il lancio di un contenitore in prima serata chiamato SNICK dalle 20:00 alle 22:00 sul fuso orario orientale e del Pacifico; nel corso degli anni, SNICK è diventata la patria di spettacoli come Are You Afraid of the Dark?, Clarissa explains it all!, All That!, The Amanda Show e Kenan & Kel. Nel 2004, è stato riformattato come l'edizione del sabato di TEENick; quest'ultimo inizialmente trasmetteva ogni domenica sera nel 2000. Il contenitore del sabato sera continua ancora oggi e non ha subito rifacimenti ufficiali dal 2009 al 2012, quando il "Gotta See Saturdays" è stato adottato per i contenitori di sabato mattina e in prima serata; il marchio TEENick, con l'ortografia modificata in TeenNick, da allora è stato utilizzato come nome di un canale affiliato Nickelodeon lanciato nel 2009. Dopo tre anni di assenza per la sospensione della pubblicazione nel 1990, Nickelodeon ha rilanciato il Nickelodeon Magazine con un modello di pagamento/abbonamento nel giugno 1993. Nel marzo dello stesso anno, il canale ha chiesto l'aiuto degli spettatori per trovare nuove forme in cui mostrare il suo iconico logo arancione nelle promozioni della rete. I design scelti - un berretto, un palloncino, un ingranaggio, un razzo e una trottola, tra le altre forme - erano principalmente realizzati in 3D e hanno debuttato insieme a una nuova grafica per i promo a giugno 1993. Il successo del contenitore di sabato in prima serata ha portato Nickelodeon a espandere la sua programmazione in prima serata alle ore notturne nel 1996, con l'estensione della sua giornata di trasmissione alle 20:30 Eastern and Pacific Time (e successivamente estesa alle 21:00 dal 1998 al 2009) dalla domenica al venerdì sera.
Nel 1994, Nickelodeon ha lanciato The Big Help, che ha generato il programma spin-off The Big Green Help nel 2007; il programma intende incoraggiare l'attività e la salvaguardia dell'ambiente da parte dei bambini. Quello stesso anno, Nickelodeon ha rimosso You Can't Do That in Television dal suo programma dopo una corsa di 13 anni e successivamente ha debuttato un nuovo spettacolo comico, All That. Per molti anni, fino alla sua cancellazione nel 2005, All That avrebbe lanciato le carriere di diversi attori e attrici tra cui Kenan Thompson, Amanda Bynes e Jamie Lynn Spears. Dan Schneider, uno dei produttori esecutivi dello spettacolo, avrebbe continuato a creare e produrre numerose serie di successo per Nickelodeon tra cui Amanda Show, Drake & Josh, Zoey 101, iCarly, Victorious, Sam & Cat (uno spin-off delle ultime due serie), Henry Danger e Game Shakers. Sempre nel 1994, Nickelodeon ha debuttato con il cartone Nicktoon Aaahh!!! Real Monsters, che è diventata poi una serie di successo. Nell'ottobre e dicembre 1994, Nickelodeon ha venduto un pacchetto in syndication di episodi a tema Halloween e Natale dei suoi Nicktoons alle stazioni televisive degli Stati Uniti, in collaborazione con l'allora nuova società aziendale, Paramount Domestic Television.

### 1996–2006: L'era Scannell
Il 13 febbraio 1996, Herb Scannell è stato nominato presidente di Nickelodeon per dieci anni, succedendo a Geraldine Laybourne. In quel periodo, Nick at Nite e quest'ultimo hanno recentemente lanciato il canale spin-off TV Land. Nel 1997, Albie Hecht divenne presidente dell'intrattenimento cinematografico e televisivo per Nickelodeon prima di lasciare la presidenza della rete Viacom TNN (ora chiamata Paramount Network) entro il 2003.
Fino agli anni '90, i cartoni animati del sabato mattina erano stati i programmi per bambini più popolari in televisione. In parte a causa dell'imposizione di mandati televisivi educativi su tutte le emittenti nel 1996, Nickelodeon e altre reti via cavo orientate ai bambini (mai soggette a tali mandati in quanto non trasmettevano via etere) ora avevano un vantaggio nel non dover avere il suo i programmi rispettano il mandato. Nel 1997, la formazione del sabato mattina di Nickelodeon era andata avanti rispetto a tutta la sua competizione televisiva, dove sarebbe rimasta per diversi anni.
Nickelodeon ha pubblicato il suo primo lungometraggio nelle sale nel 1996, un adattamento del romanzo di Louise Fitzhugh, Harriet, la spia interpretato da Michelle Trachtenberg e Rosie O'Donnell. Il film ha guadagnato il doppio del budget di 13 milioni di dollari. Due anni dopo il successo di Harriet, Nickelodeon ha sviluppato il suo famoso cartone animato Rugrats sul grande schermo con The Rugrats Movie, che ha incassato più di $100 milioni negli Stati Uniti ed è diventato il primo film d'animazione non Disney a superare tale importo.
Il 28 aprile 1998, Nickelodeon e Sesame Workshop hanno collaborato per mettere insieme un investimento iniziale di $100 milioni per avviare un marchio televisivo educativo per bambini e pre-adolescenti di età compresa tra 6 e 12 anni. Il "canale per il pensiero dei bambini" è stato chiamato Noggin (derivato da un termine gergale per "testa") per riflettere il suo scopo come mezzo educativo. Sesame Workshop inizialmente prevedeva che fosse un servizio supportato da inserzionisti, ma in seguito decise che avrebbe dovuto debuttare come rete senza pubblicità. Noggin è stato lanciato il 2 febbraio 1999 e ha trasmesso i programmi sia di Sesame Workshop che delle librerie di archivio di Nickelodeon.
Il 1º maggio 1999, il canale ha mostrato in anteprima la serie animata SpongeBob SquarePants subito dopo i Kids' Choice Awards. È diventato il Nicktoon più popolare nella storia del canale ed è rimasto molto popolare fino ad oggi, classificandosi costantemente come la serie più apprezzata del canale dal 2000. Nel 2001, un terzo del pubblico della serie è stato raggiunto di adulti e lo spettacolo è stato eseguito in fasce orarie serali. Un adattamento cinematografico di SpongeBob SquarePants è stato annunciato nel 2002. Il fantastico franchise di SpongeBob ha continuato a generare oltre $13 miliardi di entrate nel merchandising per Nickelodeon.
Nel marzo 2004, Nickelodeon e Nick at Nite sono stati separati nelle classificazioni Nielsen in prima serata e in giornata intera, a causa della diversa programmazione, inserzionisti e target di pubblico tra i due servizi. Ciò ha causato polemiche da parte dei dirigenti via cavo che credevano che questo avesse manipolato le valutazioni, dato che i periodi di classificazione programmi su Nick at Nite occupano solo una frazione della programmazione di Nickelodeon. tali classificazioni comprendono solo le ore in cui ciascuno opera sotto la valutazione nell'intera giornata, sebbene Nickelodeon sia stato controllato solo per le valutazioni diurne; ciò è dovuto a una sentenza di Nielsen nel luglio 2004 secondo cui le reti dovevano programmare il 51% o più di una fascia oraria per qualificarsi per le valutazioni di una determinata fascia oraria.
Il 14 giugno 2005 Viacom ha deciso di dividersi in due società a causa del calo delle prestazioni delle sue azioni, che Sumner Redstone ha dichiarato "era necessario per rispondere a un panorama industriale in evoluzione". Entrambe le società risultanti sarebbero controllate dalla società madre di Viacom, National Amusements. Nel dicembre 2005, Nickelodeon e il resto della divisione MTV Networks, così come Paramount Pictures, BET Networks e Famous Music (un'etichetta discografica che la società ha venduto nel 2007), sono stati scorporati alla nuova Viacom. La Viacom originale è stata ribattezzata CBS Corporation e ha mantenuto la CBS e le sue altre risorse di trasmissione come: Showtime Networks, Paramount Television (ora divisa in CBS Television Studios per la produzione di serie televisive per le reti a pagamento e via cavo; e CBS Television Distribution per la produzione di programmi in syndication di 1° messa in onda e distribuzione di serie su altre piattaforme), la società pubblicitaria Viacom Outdoor (che è stata ribattezzata CBS Outdoor), Simon & Schuster e Paramount Parks (che è stato successivamente venduto).
Nickelodeon Studios ha chiuso nel 2005 ed è stato convertito nel Blue Man Group Sharp Aquos Theatre nel 2007; Nickelodeon ha trasferito le sue serie live-action ai Nickelodeon on Sunset Studios (ex Earl Carroll Theatre) a Hollywood, California, così come in altri studi a Hollywood e altre località. La compagnia ha continuato a girare nella location di Sunset fino al 2017. Nel 2005, Nickelodeon ha presentato in anteprima la serie animata Avatar - La leggenda di Aang,  che è diventata una serie di successo per il network.

### 2006–2018: L'era Zarghami
Il 4 gennaio 2006, Herb Scannell si è dimesso da Nickelodeon. Cyma Zarghami è stato nominato al suo posto come presidente del neonata azienda Kids & Family Group, che comprendeva Nickelodeon, Nick at Nite, Nick Jr., TeenNick, Nicktoons, TV Land, CMT e CMT Pure Country.
Nel 2007, Nickelodeon ha stipulato un accordo di sviluppo di quattro anni con Sony Music per produrre programmi TV a tema musicale per la rete, per aiutare a finanziare e lanciare album ufficiali e per produrre colonne sonore originali che potrebbero essere pubblicate come singoli. The Naked Brothers Band, una serie rock-mockumentary che racconta di una rock band pre-adolescenziale guidata da due fratelli reali che scrivono ed eseguono le canzoni, trasmessa dal 2007 al 2009; ha avuto successo per i bambini nella fascia di età 6-11 anni. Nel febbraio 2007, la canzone della band "Crazy Car" era nella Billboard Hot 100 e gli album delle colonne sonore delle prime due stagioni, ciascuna firmata per la Columbia Records, erano nella Billboard 200. L'unica serie con il via libera prodotta sotto la partnership di Sony Music, Victorious, è andata in onda dal 2010 al 2013. Una sitcom simile a tema musicale Big Time Rush che è andata in onda dal 2009 al 2013 e comprendeva una partnership simile con Columbia Records; tuttavia, la Columbia è stata coinvolta solo con le musiche nella serie e Sony Music è stata coinvolta nella relativa produzione a metà della sua prima stagione. È diventato il secondo spettacolo live-action di Nickelodeon di tutti i tempi dopo iCarly; Big Time Rush ha raccolto 6,8 milioni di spettatori per il suo debutto ufficiale il 18 gennaio 2010, stabilendo un nuovo record come prima serie di live action più apprezzata nella storia del canale.
All'inizio del 2009, Nickelodeon ha svelato un nuovo logo che sarebbe stato implementato verso la fine dell'anno, progettato dal direttore creativo/designer di New York City Eric Zim. È stato parte di un anno dedicato al rafforzamento dell'identità del marchio. Il logo aveva lo scopo di creare un aspetto unificato che può essere trasmesso meglio su tutti i canali per bambini di MTV Networks. Il 2 febbraio, Nickelodeon cessa le trasmissioni del format televisivo TEENick, poiché il nome sarebbe stato utilizzato al più presto per il proprio canale. Il nuovo logo ha debuttato il 28 settembre 2009 su Nickelodeon, Nick at Nite e Nicktoons, insieme al nuovo TeenNick (ispirato al contenitore TEENick) e Nick Jr. (dal nome del contenitore Nick Jr. contemporaneamente in esecuzione).
Il wordmark del canale è stato utilizzato sulla luminosa a forma dirigibile nei giorni precedenti ai Kids 'Choice Awards 2010 e 2011 per eguagliare il premio assegnato alla cerimonia; A partire dalla settimana del 7 settembre 2010, il bug del logo è stato circondato da un design splat (alla maniera del logo utilizzato dal 2005 al 2009) durante i nuovi episodi della serie originale di Nickelodeon. Il nuovo logo è stato adottato nel Regno Unito il 15 febbraio 2010, in Spagna il 19 febbraio 2010, in Asia il 15 marzo 2010, in America Latina il 5 aprile 2010 e nel relativo contenitore ABS-CBN "Nickelodeon on ABS-CBN "nelle Filippine il 26 luglio 2010. Il 2 novembre 2009, è stata lanciata una versione canadese di Nickelodeon, in collaborazione tra Viacom e Corus Entertainment (proprietari di YTV, che aveva mandato in onda e ha continuato a trasmettere i cartoni animati della Nickelodeon); di conseguenza, le versioni di Nickelodeon ora esistono nella maggior parte del Nord America.
Nell'ottobre 2009 e nel settembre 2010, rispettivamente, Viacom ha portato Teenage Mutant Ninja Turtles e Winx Club nella famiglia Nickelodeon acquistando entrambi i franchise. Nickelodeon Animation Studio ha prodotto un nuova serie animata in CGI Tartarughe e le nuove stagioni di Winx Club con grafiche in 3D. Entrambe le produzioni comprendevano la strategia di Nickelodeon per riavviare due marchi affermati per nuovi spettatori: TMNT era destinato a raggiungere un pubblico di ragazzi dai 6 agli 11 anni e Winx era rivolto alla stessa fascia di età di ragazze. Nel febbraio 2011, Viacom ha rilevato un terzo di Rainbow SpA, lo studio italiano che ha prodotto Winx Club. L'acquisto è stato valutato per 83 milioni di dollari (62 milioni di euro) e ha portato a nuovi spettacoli co-sviluppati da Rainbow e Nickelodeon, tra cui My American Friend e Club 57.  Sempre nel 2011, Nickelodeon ha debuttato Anubis, una serie basata sull'omonimo programma olandese Het Huis Anubis, che è diventata la prima serie originale con sceneggiatura ad essere trasmessa in un periodo di trasmissione settimanale (simile alla soap opera). Prodotta nel Regno Unito, è stata anche la prima serie originale del principale canale statunitense ad essere prodotta interamente al di fuori del Nord America.
Il 2011 ha visto il dominio di lunga data delle valutazioni di Nickelodeon tra tutti i canali via cavo per bambini iniziare a crollare: è stato il canale via cavo con il punteggio più alto durante la prima metà di quell'anno, solo per il suo pubblico ha subito un forte calo a due cifre entro la fine del 2011, definito "inspiegabile" dal management di Viacom. Il canale non subirebbe un aumento delle valutazioni della settimana di calendario fino a novembre 2012 (con un lento rimbalzo degli spettatori dopo quel punto); tuttavia il suo periodo durato 17 anni come rete via cavo dal punteggio più alto in termini di visualizzazioni giornaliere totali è stata interrotta da Disney Channel durante quell'anno. Il 17 luglio 2014, la rete ha trasmesso in televisione la cerimonia di premiazione Kids' Choice Sports, uno spin-off dei Kids' Choice Awards che celebra gli spettacoli, i film e i personaggi preferiti dai bambini. Questo evento annuale include anche il celebre lancio di slime, una delle tradizioni più riconoscibili del canale.
Dal 2016, la rete ha iniziato a produrre film per la TV basati sui vari programmi più vecchi, comprese quelle di Le leggende del tempio nascosto, Hey Arnold!, La vita moderna di Rocko e Invader Zim. I primi due sono andati in onda sul canale Nickelodeon, mentre gli ultimi due sono stati presentati in anteprima nell'agosto 2019 su Netflix.

### 2018–presente: L'era Robbins
Nel giugno 2018, Cyma Zarghami si è dimesso da presidente di Nickelodeon, dopo 33 anni di lavoro nella rete. Nell'ottobre 2018, Brian Robbins le successe come presidente di Nickelodeon.
Nel gennaio 2019, Viacom ha acquisito il servizio di streaming gratuito Pluto TV e da allora ha realizzato canali gratuiti per Nickelodeon e Nick Jr. rispettivamente, tra cui quattro nuove sottoreti: NickMovies (che mostra una varietà di film live action di Nickelodeon; rimosso il 18 agosto 2020), NickGames, (un canale simile a Nick GAS che mostra i game show più recenti; anch'esso rimosso il 18 agosto 2020), Dora TV (un canale composto da maratone di episodi della serie Dora l'esploratrice; inclusi episodi di doppia durata, sebbene non includano gli spin-off Vai Diego e Dora and Friends in città) e Totally Turtles (un canale di maratone con puntate delle serie animate su Teenage Mutant Ninja Turtles prodotte nel 2003 e 2012). Nell'agosto 2019, Viacom ha acquistato dal suo proprietario Paws, Inc. i diritti sul marchio Garfield, con progetti per una nuova serie TV animata.
A metà novembre 2019, Nickelodeon e Netflix hanno firmato un accordo pluriennale di produzione di contenuti per produrre diversi lungometraggi animati e serie televisive originali basati sulla libreria di personaggi di Nickelodeon per competere con il nuovo servizio di streaming Disney+. I progetti noti includono un progetto musicale basato sui personaggi SpongeBob SquarePants e Squiddi Tentacolo e speciali basati su A casa dei Loud e Rise of the Teenage Mutant Ninja Turtles .
A dicembre 2019, Viacom si è fusa con CBS Corporation per formare ViacomCBS. Come parte della fusione, CBS ha annunciato l'intenzione di aggiungere contenuti da Nickelodeon al suo servizio di streaming All Access. Inoltre, la divisione CBS Sports ha iniziato a collaborare con Nickelodeon per la copertura della National Football League, consentendo alla rete dei ragazzi di trasmettere in simulcast una versione specifica per i giovani di un gioco di playoff Wild Card del 2021 prodotto dalla CBS. Nickelodeon avrebbe anche un posto di rilievo nella copertura della CBS di Super Bowl LV alla fine dell'anno, con una programmazione speciale e contenuti Internet relativi al marchio Nick.

## Nel resto del mondo
Nickelodeon è presente in vari paesi, tra cui Repubblica Ceca, Brasile, Francia, Italia, Regno Unito, Irlanda, Spagna, India, Polonia e Paesi Bassi.

## Programmi in produzione
- The Bureau of Magical Things (2018-in corso)
- Tyler Perry's Young Dylan (2020-in corso)
- Lex & Presley (2020-in corso)
- Lay Lay - Un'amica magica (That Girl Lay Lay) (2021-in corso)
- Warped! La fumetteria (2022-in corso)
- Due Fantagenitori - Ancora più fanta (The Fairly OddParents: Fairly Odder) (2022)
- La vera casa dei Loud (2022-in corso)
- SpongeBob (SpongeBob SquarePants) (1999-in corso)
- Robot and Monster (2012-in corso)
- Rabbids Invasion (2013-in corso)
- A casa dei Loud (2016-in corso)
- I Casagrande (2019-in corso)

## Programmi non più in produzione
- Power Rangers Megaforce (2013)
- I fantasmi di casa Hathaway (The Haunted Hathaways) (2013-2015)
- Max & Shred (2014)
- 100 cose da fare prima del liceo (2014-2016)
- Bella e i Bulldogs (2015-2016)
- Emma una strega da favola (Every Witch Way) (2014-2015)
- Scuola di magia (2015)
- La cucina magica di Talia (2015)
- Astral e il nuovo regno (2016)
- Toni, la Chef (2015)
- Il mondo segreto di Alex Mack (The Secret World of Alex Mack) (1994-1998)
- Kenan & Kel (Kenan & Kel) (1996-2000)
- Cousin Skeeter (1998-2001)
- Animorphs (Animorphs) (1998-2000)
- Eddie, il cane parlante (100 Deeds for Eddie McDowd) (1999-2002)
- Avventure ad High River (2000-2002)
- Taina (Taina) (2001-2002)
- Drake & Josh (Drake & Josh) (2004-2007)
- Ned - Scuola di sopravvivenza (Ned's Declassified School Survival Guide) (2004-2007)
- Unfabulous (Unfabulous) (2004-2007)
- Zoey 101 (Zoey 101) (2005-2008)
- A sud del Paradiso (South of Nowhere) (2005-2008)
- Beyond the Break - Vite sull'onda (Beyond the Break) (2006-2009)
- iCarly (iCarly) (2007-2012)
- Just Jordan (2007-2008)
- True Jackson, VP (True Jackson, VP) (2008-2011)
- Big Time Rush (Big Time Rush) (2009-2013)
- Victorious (Victorious) (2010-2013)
- Anubis (House of Anubis) (2011-2013)
- Super Ninja (Supah Ninjas) (2011-2013)
- Bucket & Skinner's Epic Adventures (2011-2012)
- How to Rock (How to Rock) (2012)
- Marvin Marvin (Marvin Marvin) (2012-2013)
- Sam & Cat (Sam & Cat) (2013-2014)
- Astral e il nuovo regno (2016)
- Make It Pop (2015-2016)
- School of Rock (2016-2018)
- Henry Danger (2014-2020)
- Hunter Street (2017-2019)
- I Am Franky (2017-2018)
- Game Shakers (2015-2019)
- I Thunderman (2014-2018)
- Il sostituto (2019-2021)
- Danger Force (2020-2024)
- Mr. Meaty (2008–2011)

## Parchi Tematici
Nickelodeon è presente in vari parchi tematici nel mondo.
Nickelodeon Universe, sono due parchi tematici indoor interamente dedicati a Nickelodeon. Sono situati nel New Jersey e in Minnesota e sono stati aperti rispettivamente nel 2008 e 2019 all'interno di due centri commerciali. Nickelodeon Adventure è un centro ricreativo per i più piccoli. Il primo fu aperto in Spagna a Murcia e successivamente chiuso nel 2023. Il secondo, aperto nel 2020, sorge in Inghilterra ed è tuttora operativo. Una versione asiatica è stata successivamente aperta in Cina col nome di Nickelodeon Playtime.
Nickelodeon possiede anche due resort: Nickelodeon Hotel & Resort che si trovano a Riviera Maya, Messico e Punta Cana, Repubblica Dominicana.
Il brand è presente anche in altri parchi tematici con meet & greet dei vari personaggi e live show, tra cui: Universal Studios, Dream Island e Parkedean Resort.
Esistono poi diverse aree tematiche presenti all'interno di grandi parchi divertimenti.
| Parco Tematico                  | Nome area        | Apertura |
| ------------------------------- | ---------------- | -------- |
| Movie Park Germany              | Nickland         | 2007     |
| Blackpool Pleasure Beach        | Nickelodeon Land | 2011     |
| Parque de Atracciones de Madrid | Nickelodeon Land | 2014     |
| Sea World Gold Coast Australia  | Nickelodeon Land | 2015     |
| Mirabilandia Parks              | Nickelodeon Land | 2025     |
| The Land of Legends             | Nickelodeon Land | 2025     |